# 羅素撞擊坑
羅素撞擊坑（英語：Russell）是一個位於火星挪亚区的撞擊坑，中心座標54.9°S，347.6°W。該撞擊坑直徑139.7公里，以美國天文學家亨利·诺利斯·罗素命名。

## 塵捲風痕跡
在火星的許多區域都曾經有大規模的塵捲風經過。火星表面大部分區域都被明亮的細砂覆蓋，當塵捲風經過，表面的細砂會被移動，使下方的暗色區域暴露。這些塵捲風在火星表面和環繞火星的衛星上看到，這些塵捲風甚至將火星上的精神號和機會號太陽能電池上的塵埃吹除，延長了這兩台火星車的壽命。前述兩台火星車原始設計是使用3個月，但兩者都使用超過了5年，並且機會號至今仍在使用。塵捲風痕跡的外觀每數個月就會改變一次。

## 圖集

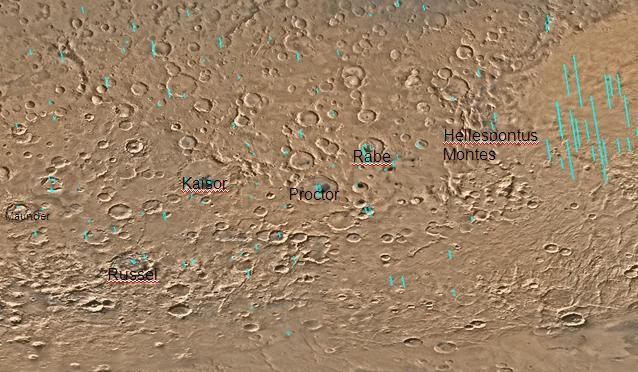
火星挪亞區地圖，主要地理特徵均有標示。羅素撞擊坑接近底部左方。

## 外部連結
- VEDIE et al., 2008 : Laboratory simulations of martian gullies on the Russel crater sand dunes （页面存档备份，存于）